# Refugio de vida silvestre Ostional
El Refugio de Vida Silvestre Ostional es un área de conservación natural situada en la playa de Ostional, en el cantón de Santa Cruz, provincia de Guanacaste, Costa Rica. Es una zona que protege el desove de diversas especies de tortugas marinas del océano Pacífico, particularmente la tortuga lora. Además, alberga especies de invertebrados marinos, anfibios, reptiles, mamíferos y aves.
Ostional está situado a unos 360 kilómetros de San José. Para acceder hay diferentes maneras ya que hay carreteras, aunque en los últimos kilómetros no están asfaltadas: en vehículo privado o con el transporte público.

## Desove
En Playa Ostional llegan a desovar cuatro especies de tortugas:
- Tortuga carey, que lo hace esporádicamente en el transcurso del año.
- Tortuga verde del Pacífico o tortuga negra, que lo hace de forma reducida durante todo el año.
- Tortuga baula, que lo hace en mucha mayor presencia que las anteriores entre los meses de octubre a abril.
- Tortuga lora, que lo hace en grandes cantidades tanto en la estación lluviosa como en la estación seca.

Esta última, la tortuga lora quizás es la que hace que este lugar sea tan importante, pues esta tortuga a diferencia de las demás anida masivamente durante un periodo de tiempo definido durante cada mes del año. Concretamente suelen ser de 3 a 4 días y alguna vez alargarse hasta 8 días del mes y pueden llegar hasta 170.000 tortugas, consecutivamente tanto por la noche como por el día.
De aquí que la observación de este fenómeno ha hecho que se cree el Refugio Nacional de Vida Silvestre de Ostional (RNVSO), el cual fue creado en el año 1984, aunque ya un poco antes se había declarado la zona protegida por la observación de este fenómeno llamado “arribada” o “flota”.
Con la llegada masiva para desovar de las tortugas se produce una pérdida del 70% de los huevos, ya sea por el aprovechamiento de esta pérdida o por el control del robo de huevos, se ha creado una comercialización de estos, de ahí un recolecta que se hace unos 36 horas después del comienzo de la arribada y donde el 1% es para los habitantes del pueblo.
En el refugio de vida silvestre de Ostional hay programas de voluntariado.

## Ley
En 2016, el gobierno de Costa Rica tramitó la Ley N.º 18.939, para promover el uso sostenible del suelo cerca del Refugio de Vida Silvestre Ostional, además de impulsar el aprovechamiento razonable y sustentable de sus recursos naturales, a la vez que aprobó un régimen especial de concesiones para ocupar dicha zona a personas que tengan más de 10 años de habitar en el lugar, con el propósito de brindar seguridad jurídica a los actuales habitantes de la zona, en beneficio de las comunidades que habitan cerca de las playas Ostional, Guiones y Pelada.

## Galería

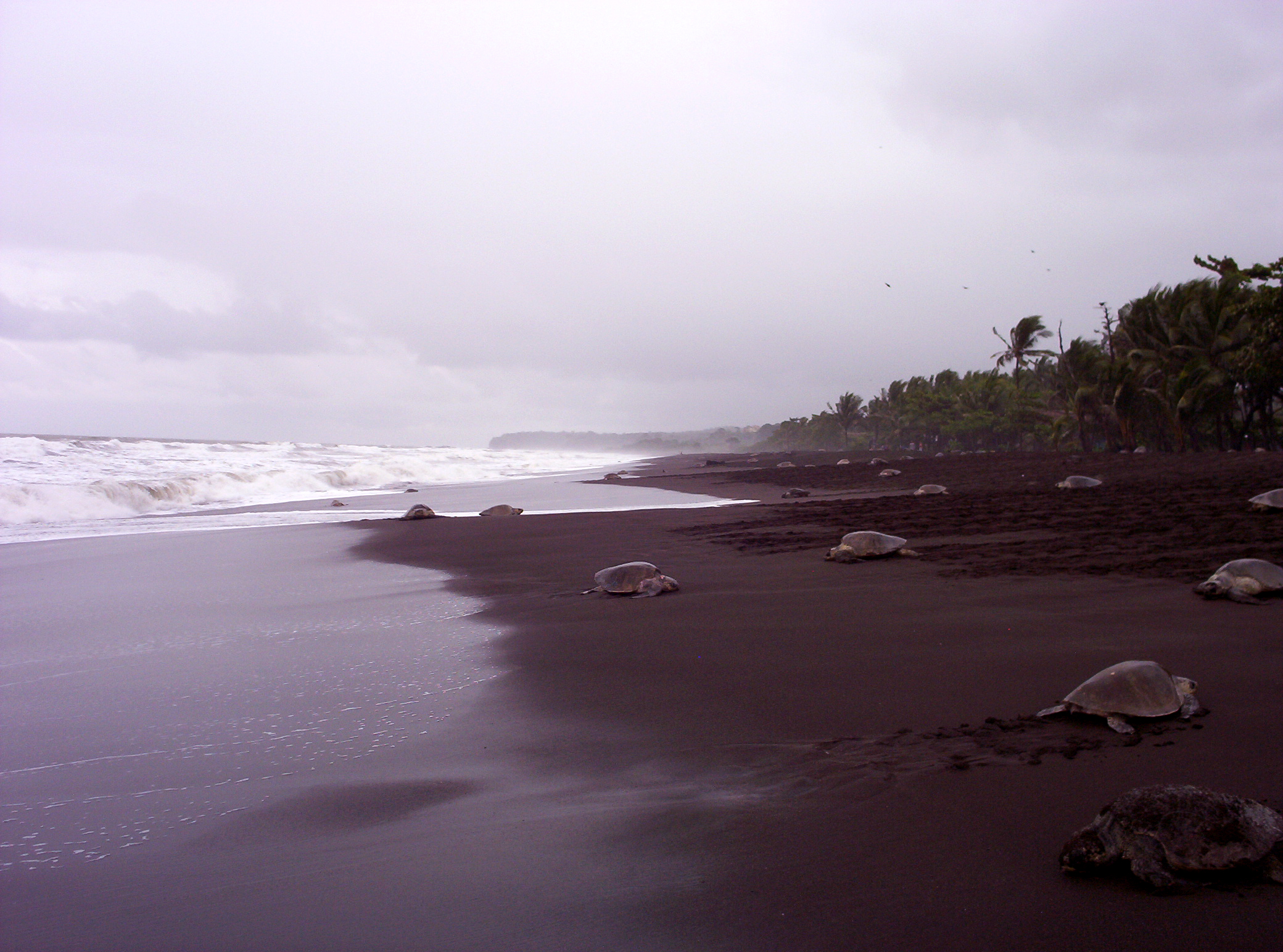
Arribada de tortugas lora.
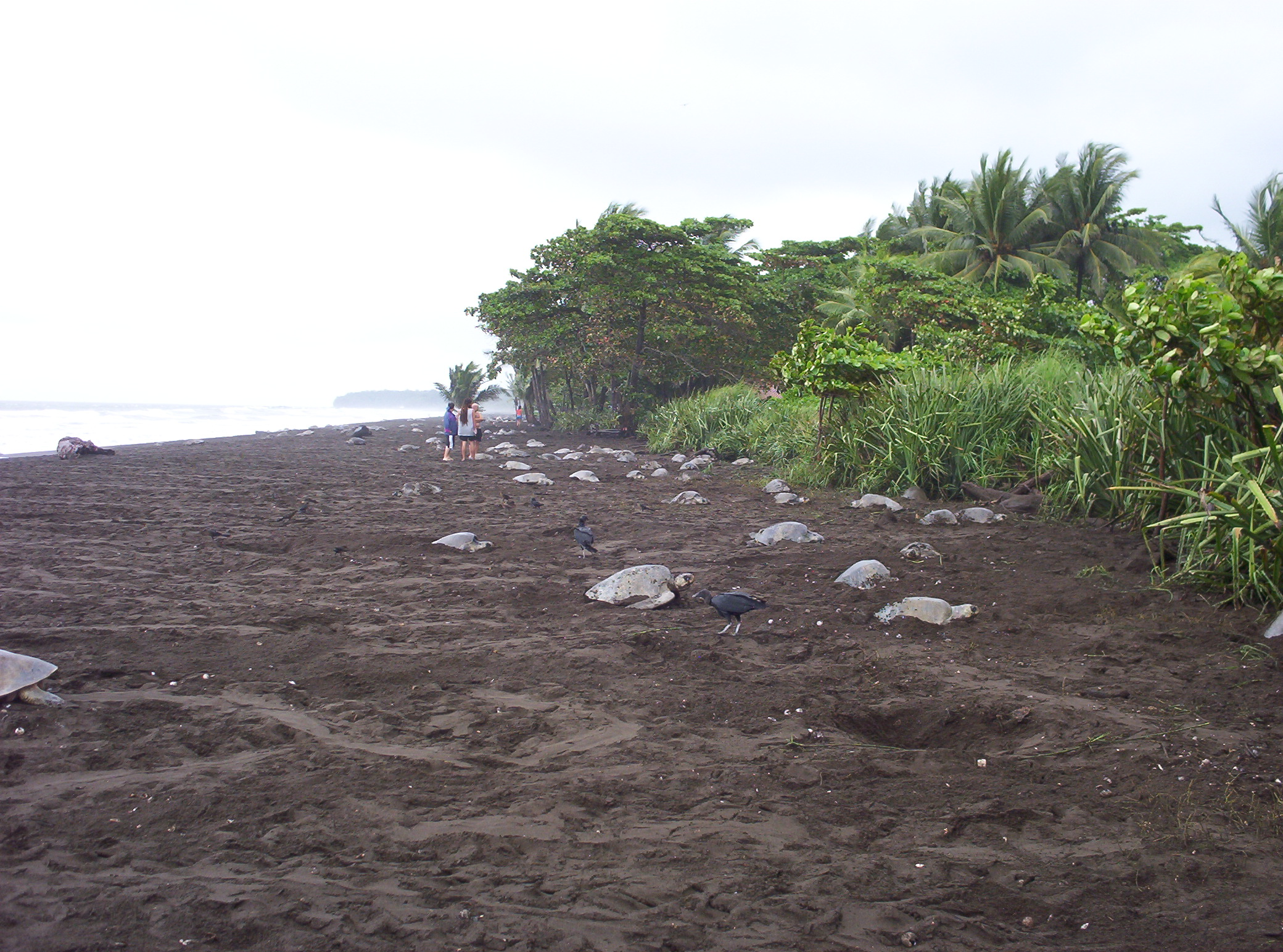
Voluntarios y tortugas en Ostional.